# Eisenbahnunfall an der Donnersbergerbrücke

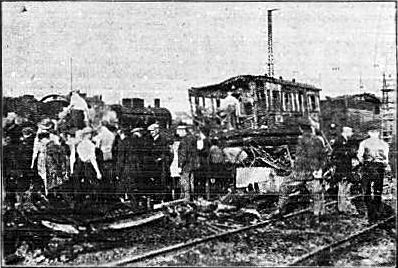
Foto der Unfallstelle am nächsten Tag

Der Eisenbahnunfall an der Donnersbergerbrücke war ein Auffahrunfall am 15. Juli 1928 im Bereich der Ausfahrt aus dem Hauptbahnhof München mit anschließendem Brand der verunglückten Züge, bei dem zehn Menschen ums Leben kamen.

## Ausgangslage
Der Sportsonderzug 52841 war an diesem Sommerabend stark belegt, weshalb ein Vorzug eingesetzt war. Diesen beiden Zügen sollte unmittelbar der Schnellzug D 49 folgen.
Als der Vorzug bereits am Gleis 6 bereitgestellt war, bemerkte der Lokomotivführer, dass er den Buchfahrplan vergessen hatte. Daraufhin beauftragte er den Heizer, die Bremsprobe durchzuführen, um sich inzwischen den Buchfahrplan zu besorgen. Der Heizer hatte wenig Erfahrung mit Bremsproben und vergaß, abschließend den Hebel des Führerbremsventils wieder in erforderliche Stellung zu bringen. Der Stammzug wartete auf Gleis 8.

## Unfallhergang
Der Vorzug kam nach seiner Ausfahrt bis zur Donnersbergerbrücke, als durch Druckluftverlust in der Hauptluftleitung das Bremssystem eine unbeabsichtigte Bremsung auslöste. Es dauerte einige Minuten, den Zug daraufhin wieder fahrbereit zu machen. Die für die Ausfahrt des Stammzuges zuständigen Beamten vermissten die Rückmeldung für den Vorzug und fragten bei der Blockstelle Donnersbergerbrücke telefonisch nach, ob der Vorzug schon durchgefahren sei. Es kam zu einem Missverständnis: Sie verstanden, dass das der Fall sei, und ließen den Stammzug ausfahren. Der Vorzug fuhr gerade wieder an, als der Stammzug von hinten auf ihn auffuhr. Eine Reihe von Wagen schoben sich ineinander, auslaufendes Petroleum der Beleuchtung geriet in Brand und entzündete die Trümmer der Züge. Nach dem Stammzug erhielt auch der D 49 noch Ausfahrt. Dessen Zusammenstoß mit den brennenden Trümmern der beiden vorausfahrenden Züge wurde nur durch die Aufmerksamkeit des Lokomotivführers verhindert, der die brennenden Züge vor sich sah und den Zug rechtzeitig zum Halten bringen konnte.

## Folgen
Zehn Menschen starben, mindestens 25 wurden darüber hinaus verletzt. Die Rettungsmaßnahmen liefen sehr schleppend an und noch zwei Stunden nach dem Unfall sollen nicht alle Verletzten aus den Trümmern befreit gewesen sein. Verbrannt sei allerdings niemand.
Sieben Beamte wurden wegen des Unfalls angeklagt, in dem Strafverfahren aber freigesprochen. Das Gericht kam zu der Feststellung, dass der Hauptbahnhof München keinen sicheren Bahnbetrieb gewährleiste. Es fehle an geordneten Führungsstrukturen und Zugmeldeverfahren und eindeutigen Vorschriften. Fahrlässigkeit oder Verstoß gegen Vorschriften sei den Angeklagten nicht nachweisbar.
Insgesamt ist der Unfall dem damals desaströsen Zustand der bayerischen Eisenbahn zuzuschreiben, die in der Länderbahnzeit in besonders starkem Maß auf Verschleiß gefahren worden war, schon vor dem Ersten Weltkrieg technisch nicht mehr auf der Höhe der Zeit war und sich von den extremen Belastungen der Kriegszeit noch nicht wieder erholt hatte.